# Paolo Marzotto
Paolo Marzotto (Valdagno, 9 settembre 1930 – Vicenza, 25 maggio 2020) è stato un imprenditore italiano.
Apparteneva alla famiglia dei Marzotto, noti imprenditori del settore tessile. Figlio del conte Gaetano Marzotto, per anni lavorò all'interno del gruppo di famiglia di cui fu anche consigliere di amministrazione. Tuttavia si era gradualmente staccato dal settore tessile e della moda per dedicarsi alla sua vera passione, quella della produzione del vino. In gioventù fu pilota automobilistico – prendendo parte a sei edizioni della Mille Miglia – mentre tra il 1954 e il 1969 fu presidente della squadra di calcio Marzotto, militante in Serie B e Serie C.